# Britta Näpel
Britta Näpel (* 16. Februar 1966 in Langenhagen) ist eine deutsche Reiterin, die erfolgreich im Dressurreiten der Reiter mit Behinderung antritt.

## Leben
Näpel ist Pferdewirtschaftsmeisterin und lebt in Wonsheim, wo sie ein Zentrum für Therapeutisches Reiten leitet. Ihre Heimtrainerin ist die deutsche Dressurreiterin Uta Gräf, zudem wird sie bei großen Wettkämpfen vom jeweiligen Bundestrainer trainiert.
Im Alter von 14 Jahren begann Britta Näpel mit dem Reiten, sportlich war sie vor allem als Vielseitigkeitsreiterin aktiv. Im Jahr 1998 vergiftete sie sich mit einem Insektenschutzmittel; eine gravierende Folge hieraus war eine spastische Lähmung insbesondere in den Beinen und im Rumpfbereich. 2002 begann sie im Rahmen der Hippotherapie wieder zu reiten. Ein Jahr später nahm sie dann am Behinderten-Dressursport teil.
Britta Näpel ist der Wettkampfklasse Grade III (bis 2016 als Grade II bezeichnet) zugeordnet. Als Hilfsmittel reitet sie mit zwei Gerten und speziellen Steigbügeln, die ein Durchrutschen der Füße verhindern.

## Erfolge
- Paralympische Spiele:
  - 2004, Markopoulo bei Athen: mit Loverboy 2. Rang mit der Mannschaft
  - 2008, Hongkong: mit Cherubin 1. Rang im Einzel, 3. Rang in der Einzel-Kür, 2. Rang mit der Mannschaft
  - 2012, London: mit Aquilina 2. Rang im Einzel, 2. Rang in der Einzel-Kür, 2. Rang mit der Mannschaft

- Weltmeisterschaften:
  - 2007, Hartpury: mit Durbridge 2. Rang im Einzel, 1. Rang in der Einzel-Kür, 2. Rang mit der Mannschaft
  - 2010, Lexington KY (Weltreiterspiele): mit Aquilina 2. Rang im Einzel, 7. Rang in der Einzel-Kür, 2. Rang mit der Mannschaft

- Europameisterschaften:
  - 2005, Sóskút: mit Billy the Kid 5. Rang im Einzel, 2. Rang in der  Einzel-Kür, 2. Rang mit der Mannschaft
  - 2009, Kristiansand: mit Invisible Touch 3. Rang im Einzel, 3. Rang in der  Einzel-Kür, 2. Rang mit der Mannschaft
  - 2011, Moorsele: mit Aquilina 2. Rang im Einzel, 2. Rang in der  Einzel-Kür, 3. Rang mit der Mannschaft

- Deutsche Meisterschaften:
  - 2003, Lingen: mit Loverboy 3. Rang
  - 2004: mit Loverboy 2. Rang
  - 2005, Aubenhausen:  mit Billy the Kid 2. Rang
  - 2006, München:  mit Billy the Kid 1. Rang
  - 2007, Mannheim:  mit Durbridge 1. Rang
  - 2008, Berlin:  mit Durbridge 2. Rang
  - 2009, Berlin:  mit Invisible Touch 3. Rang
  - 2010, Berlin:  mit Aquilina 2. Rang
  - 2011, Überherrn:  mit Aquilina 1. Rang
  - 2012, Überherrn:  mit Aquilina 2. Rang[3]

## Auszeichnungen
Im November 2012 wurde ihr zusammen mit 163 weiteren Sportlern das Silberne Lorbeerblatt verliehen.
Auf Vorschlag der SPD-Landtagsfraktion in Rheinland-Pfalz wurde sie zum Mitglied der 17. Bundesversammlung gewählt.